# Daniel Lajud
Daniel Lajud Martínez (arab. ‏دانيال لحود مارتينيز‎; ur. 22 stycznia 1999 w Veracruz) – libański piłkarz pochodzenia meksykańskiego występujący na pozycji skrzydłowego lub napastnika, reprezentant Libanu, od 2024 roku zawodnik greckiego Panetolikosu.
Ze strony ojca posiada pochodzenie libańskie. We wrześniu 2022 otrzymał libańskie obywatelstwo, dzięki czemu mógł rozpocząć występy w reprezentacji Libanu.